# Thung lũng Oaxaca

Các khu vực và huyện của bang Oaxaca, với Thung lũng Trung tâm ở giữa

Thung lũng Trung tâm (tiếng Tây Ban Nha: Valles Centrales) của Oaxaca, cũng được gọi đơn giản là Thung lũng Oaxaca là một vùng địa lý nằm trong bang Oaxaca hiện đại ở miền nam Mexico. Về mặt hành chính, nó bao gồm các huyện Etla, Centro, Zaachila, Zimatlán, Ocotlán, Tlacolula và Ejutla. Thung lũng nằm trong dãy Sierra Madre de Oaxaca, là dãy núi có hình dạng chữ Y, bị bóp méo và gần như lộn ngược với cánh phía tây bắc tại Etla, đông ở Tlacolula và trung nam ở Valle Grande. Thung lũng là nơi sinh sống của nền văn minh Zapotec, một trong những tổ chức xã hội phức tạp sớm nhất tại Trung Bộ châu Mỹ và nền văn hóa Mixtec sau này. Một số địa điểm khảo cổ trong thung lũng này gồm Monte Albán, San José Mogote, Mitla, Yagul. Ngày nay, thủ phủ của bang Oaxaca là thành phố Oaxaca nằm tại trung tâm thung lũng.

## Lịch sử
Người Zapotec thống trị thung lũng và phần lớn vùng cao nguyên Oaxaca từ thời kỳ đầu hình thành cho đến cuối thời kỳ cổ điển. Họ sau đó tiếp nối trở thành văn hóa Mixtec trong thời kỳ hậu cổ điển. 